# Stenopterygia nausoriensis
Stenopterygia nausoriensis är en fjärilsart som beskrevs av Robinson 1975. Stenopterygia nausoriensis ingår i släktet Stenopterygia och familjen nattflyn. Inga underarter finns listade i Catalogue of Life.